# 外毒素
外毒素（がいどくそ、exotoxin , extracellular toxin）とは細菌が菌体外に放出する毒性を有する代謝産物（毒素）の総称で、その成分はタンパク質あるいはポリペプチドである。産生条件や菌種によっては、いくつかの点で内毒素と外毒素をはっきり分けることが困難な場合があると指摘され、外毒素と呼ばず細菌性蛋白質毒素と呼ぶこともある300種以上の毒素が知られているが、異なる菌種が類似した毒素を産生するのは、蛋白質毒素の産生に係わる遺伝子の水平伝播が原因である。一般にグラム陽性菌やグラム陰性菌が産生する単一タンパク質または糖タンパク質などの複合体である。

## 特徴
外毒素は毒性が内毒素に比べて強く、熱には不安定な場合が多い。つまり、熱やホルマリンで毒性を失わせ（不活化）やすく、その無毒化された物質(トキソイド)を動物へ接種すると高い免疫原性を獲得する。このトキソイドは破傷風、ジフテリアなどで実用化されている。

## 分類
統一された分類基準はないが、特異的な作用に基づいて、神経毒素、壊死毒素、溶血毒素、腸管毒素などと、また、毒素作用機序や標的分子の違い、影響を受ける臓器・器官に着目した分類が行われる。
神経毒素
破傷風菌 Clostridium tetani、ボツリヌス菌 Clostridium botulinum
壊死毒素
Edwardsiella 属細菌
溶血毒素
腸炎ビブリオ（耐熱性毒素を産生）Vibrio parahaemolyticus、コレラ菌 Vibrio cholerae、化膿性レンサ球菌 Streptococcus pyogenes、黄色ブドウ球菌 Staphylococcus aureus、セレウス菌 Bacillus cereus、エロモナス・ハイドロフィラ Aeromonas hydrophila、リステリア Listeria monocytogenes、ビブリオ・バルニフィカス Vibrio vulnificus、化膿レンサ球菌 Streptococcus pyogenes （猩紅熱）
腸管毒素（エンテロトキシン）
- 耐熱性：ブドウ球菌、毒素生産性大腸菌
- 易熱性：サルモネラ菌、ウェルシュ菌、セレウス菌、毒素生産性大腸菌

スーパー抗原（T細胞活性化毒素）
黄色ブドウ球菌#毒素性ショック症候群の原因物質

## 病原性
下記の実験結果を満たしている時に外毒素が病原因子として働いていると考えられる。
- 毒素産出量と細菌の病原性の強さが比例する。さらに毒素産出能が脱落した変異株は病原性が消失するか減弱する。
- 精製された毒素が、個体・細胞・分子のいずれかのレベルで作用を発揮し、細菌の病原性を説明できる。
- 抗毒素血清で病原性が抑制される。

外毒素の作用の多くは症状との関連を説明することができる。ジフテリア、破傷風、ボツリヌス中毒などのように単一の毒素で症状が説明できる場合と、ブドウ球菌やレンサ球菌による感染症のように、数種類の毒素の共同作用で病原性が説明できる場合がある。

## 遺伝子
外毒素遺伝子の多くは染色体上にコードされているがファージやプラスミドにコードされているものもある。ファージやプラスミドにコードされている外毒素遺伝子は、毒素非産生株に、ときには種を超えて移動できることが特徴である。またファージやプラスミドを失った細菌は毒素を産出できなくなり病原性を失う。

## 構造
外毒素は構造によって分類されることがある。毒素の構造には単一鎖タンパク毒構造、相同サブユニット構造、多種類サブユニット構造、A-B型毒素、二成分毒素、三成分毒素などが知られている。特に特徴的なのがA-B型毒素である。これは、基本的にはAサブユニットとBサブユニットの2種類のサブユニットからなるもので、Aは毒素作用を担うサブユニット（active subunit）でBは毒素を標的細胞に誘導し結合（binding）させる機能を担うサブユニットである。単一鎖ポリペプチドであっても構造解析をすると毒素活性を担う部分とレセプターへの結合を担う部分の機能分担があることがある。このような場合に毒素作用を担う部分をAドメイン（フラグメント）、レセプターへの結合を担う部分をBドメイン（フラグメント）と呼ぶ。サブユニットかドメインを区別せず毒性を発揮する部分(active site)と細胞の受容体に結合する部分(binding site)と表現することもある。
2種類の独立した蛋白質が共同して作用することで初めて毒作用を発揮する毒素を二成分毒素という。代表例がボツリヌス菌のC2毒素である。C2毒素ではコンポーネント2（C2Ⅱ）が膜に作用することでコンポーネント1(C2Ⅰ)が細胞内に入りアクチンをADPリボシル化して毒素作用を示す。また炭疽菌の炭疽毒はPA（防御因子）、LF（致死因子）、EF（浮腫因子）の3因子が協調的に働き強い病原性を示す。

## 分泌
外毒素の分泌はABCトランスポーターによって分泌されるものとSec分泌系を介するものが知られている。ABCトランスポーターで分泌されるものはN末端部分のシグナルペプチドは存在せず、C末端近くのアミノ酸配列が分泌シグナルになっていると考えられている。なお分泌される蛋白質が外膜を通過する際には外膜蛋白質の介助が必要である。Sec分泌系を介するものはN末端にシグナルペプチドを持ち、Sec分泌系により蛋白質がない膜を通過していったんペリプラスムに輸送された後、外膜に挿入されたリング形成蛋白質を介して菌体外へ分泌される。またTat系というSec系とはことなる分泌系も知られている。

## 受容体への結合と細胞内への取り込み
外毒素が細胞になんらかの作用を発揮するには、まずは感受性細胞の膜に結合する必要がある。膜の毒素受容体には大きく分けてガングリオシドを結合部位にもつものと、蛋白質性のものがある。膜上の受容体または分子と結合した後、毒素分子は膜上に留まって膜に作用するか、細胞内に取り込まれて細胞内の標的分子に到達する。膜にとどまる毒素には膜に孔やチャネルを形成する毒素や膜の酵素に作用する毒素が知られている。細胞内に取り込まれる毒素の、細胞内に取り込まれる機序は受容体介在性エンドサイトーシスが最も多い。その場合。エンドソーム内の低pH化またはリソソームの融合ののち、活性毒素成分が細胞質内に放出され標的分子に到達する。

## 作用
細胞膜に作用する毒素
細胞膜を貫く孔を形成する毒素とリパーゼ活性をもつ毒素が知られている。
蛋白質合成を阻害する毒素
蛋白質合成を阻害する毒素には赤痢菌のベロ毒素のようにN-グリコシターゼ活性をもつものとジフテリア毒素などのようなADPリボース化毒素が知られている。N-グリコシターゼはリボソームRNAのアデニン塩基とリボースを切断する酵素である。その結果、アミノアシルtRNAがリボソームに結合できなく蛋白質合成阻害となる。ADPリボース化とは蛋白質修飾反応のひとつである。補酵素であるNAD（ニコチンアミノアデニンジヌクレオチド）からADPリボース部分が種々の蛋白質に転移され、その蛋白質が修飾される反応である。修飾をうける蛋白質にはG蛋白質やEF-2、アクチンなど様々である。
細胞内シグナル伝達を障害する毒素
スーパー抗原となる毒素
加水分解酵素

## 臓器特異性
毒素作用の臓器特異性は細菌の侵入経路、毒素受容体の分布、標的分子の分布などによって決まる。臓器特異性の強い毒も知られており腸管毒（エンテロトキシン）、神経毒、心臓毒、腎臓毒、皮膚毒と言われることがある。腸管毒には腸管上皮細胞を刺激して分泌を亢進させるcytotonicな作用をもつ毒素と腸管上皮細胞を障害するcytotoxicな作用をもつ毒素に分けることができる。神経毒には破傷風毒素やボツリヌス毒素が知られる。

## トキソイドワクチンと抗毒素療法
無毒化した毒素をトキソイドという。トキソイドは外毒素に対する中和抗体（抗毒素）を産出するためのワクチンとして能動免疫に用いられる。ジフテリア、破傷風、百日咳の発症には外毒素が主要な関与をしているため、予防のために3種混合ワクチン（DPTワクチン）が用いられる。
また抗毒素は毒素を中和するので、すでに感染または発症している場合に抗毒素の投与を受ける（受動免疫）。破傷風に対してはヒト抗破傷風免疫グロブリン、百日咳にはヒト免疫グロブリン製剤（毒素や菌体に対する抗体が含まれていて軽症化に有用と考えられている）を用いる。ジフテリアやボツリヌス中毒に対してはウマを免疫して作った抗毒素血清を用いる。ウマ由来のためアナフィラキシーや血清病に注意が必要である。また抗毒素は毒素が細胞上の受容体に結合した後では有効ではないため、早期に投与する必要がある。

## 内毒素やエフェクター分子との関係
細菌が産出する毒素には大きく分けて外毒素、エフェクター分子、内毒素の3種類が知られている。
エフェクター分子
エフェクター分子は細胞膜と外膜を貫通し菌体外までのびる針状の構造の蛋白質複合体を介して宿主細胞質内に注入される毒素である。そのためエフェクター分子は免疫系の認識を受けない。
内毒素
内毒素という言葉はグラム陰性菌の菌体に強固に結合した耐熱性の毒素を意味する。細菌が産生し菌体外へと分泌する外毒素と区別するためPfeifferがコレラ菌から分離した菌体結合性の毒性物質に対して内毒素と命名したことに始まる。内毒素は化学的にはリポ多糖(LPS)である。LPSは肝臓由来のLBP(LPS-binding protein)と結合し、細胞上または有利したCD14分子と結合する。この複合体はCD14分子を介してマクロファージのTLR4受容体と結合する。TLR4はMyD88、TRAF6を介して転写因子NF-κBを活性化させる。その結果マクロファージの活性化、発熱、血管内皮障害などが起こる。